# Startschaltung
Unter einer Startschaltung versteht man in der Elektrotechnik eine Schaltung, die im Wesentlichen nur kurz nach dem Einschalten einer elektronischen Schaltung wirkt, um die für den Betrieb notwendigen Zustände zu erzeugen (insbesondere Arbeitstemperaturen oder Arbeitsspannungen). Dabei kann ihr Nutzen in der Schonung der Bauteile bestehen (Sanftanlauf) oder aber auch den Betrieb der Gesamt-Schaltung erst ermöglichen.

## Beispiele
- Leuchtstofflampe
- Konstantstromquelle
- Schaltnetzteil